# Crispian Mills
Crispian John David Boulting Mills (Londra, 18 gennaio 1973) è un cantante, chitarrista e regista britannico, leader del gruppo rock Kula Shaker.

## Biografia
Figlio dell'attrice Hayley Mills e del regista Roy Boulting, nonché nipote dell'attore John Mills, nel 1988 Crispian Mills, chitarrista autodidatta, fonda, insieme al bassista Alonza Bevan gli Objects of Desire. I due, conosciutisi nel college di Richmond upon Thames, nel sud-ovest della capitale britannica, ben presto ingaggiano il batterista Markus French e il chitarrista ritmico Leigh Morris. Come cantante si aggrega al sodalizio Marcus Maclaine. I cinque si esibiscono in vari locali dei sobborghi di Londra fino all'anno della svolta.
Nel 1993, chiusa l'esperienza con gli Objects of Desire, Crispian Mills intraprende, zaino in spalla, un intenso viaggio in India e rimane affascinato dalla spiritualità induista. Tornato in patria, fonda i Kays, completati da Bevan, dal batterista Paul Winter-Hart e il cugino Saul Dismont come cantante. La band si esibisce al Festival di Glastonbury nel 1993. Poco dopo, al posto di Dismont entra a far parte del gruppo il tastierista Jay Darlington e Mills diventa il chitarrista e vocalist.
Dopo due anni di tour e registrazioni, i Kays decidono di cambiare nome e direzione musicale. Anche sulla scorta delle proprie letture filosofiche e del suo crescente interesse per il misticismo indiano, Mills propone di sviluppare sonorità impregnate di maggiore spiritualismo e caratterizzate dall'utilizzo di strumenti musicali indiani, da mescolare con il sound rock occidentale e con il rock psichedelico degli anni '60. Nel maggio 1995 Mills suggerisce il nome Kula Shaker, ispirato al nome di Kulacēkaraṉ, uno dei dodici āḻvār, gruppo di poeti e mistici hindu. Dal 1996 al 1999 i Kula Shaker pubblicano due album e riscuotono successo anche fuori dai confini britannici, prima di sciogliersi.
Nel 2002, dopo tre anni, Mills torna sulle scene come leader del gruppo rock The Jeevas. Dopo tre anni torna nei redivivi Kula Shaker, che nel 2007 pubblicano il loro terzo disco.
Per il suo stile vocale è stato paragonato a Bob Dylan. Come chitarrista predilige l'utilizzo dello slide e di pedali quali wah wah e fuzz. Suona anche l'armonica, l'ukulele e il sarod.
Sposato con la modella Josephine Branfoot dal 1995, ha due figli e vive a Bath.

### Regista
- A Fantastic Fear of Everything , commedia horror con Simon Pegg, (2012)
- Slaughterhouse spacca (Slaughterhouse Rulez), commedia horror con Simon Pegg e Nick Frost, (2018)

### Sceneggiatore
- A Fantastic Fear of Everything , commedia horror con Simon Pegg, (2012)
- Slaughterhouse spacca (Slaughterhouse Rulez), commedia horror con Simon Pegg e Nick Frost, (2018)